# Установки фракціонування Редватер
Установки фракціонування Редватер – комплекс виробництв у канадській провінції Альберта, який здійснює розділення зріджених вуглеводневих газів (ЗВГ).
В 1998 році дещо північніше Едмонтону ввели в експлуатацію установку фракціонування RFS (Redwater Fractionation & Storage), котра розділяє суміш ЗВГ, отриману через трубопроводи Brazeau NGL, Northern NGL та Peace NGL. Останній є найбільш протяжним серед них та постачає продукцію не лише газопереробних заводів Альберти, але й з розташованого у Британській Колумбії ГПЗ Younger.
Первісно потужність фракціонатора становила 65 тисяч барелів ЗВГ на добу (з них біля 25 тисяч барелів етану), а станом початок 2010-х рахувалась як 73 тисячі барелів (в т.ч. 26 тисяч барелів етану). Головними споживачами при цьому виступають розташовані у Джоффре установки парового крекінгу компанії NOVA, які отримують етан з Редватер через північну гілку трубопровідної системи Alberta Ethane Gathering System. Крім того, це ж піролізне виробництво у Джоффре може споживати певні обсяги пропану, котрий перекачується по трубопроводу Joffre Feedstock Pipeline.
У 2010-х на тлі розвитку газовидобутку в Альберті почали проект спорудження установки RFS II, розрахованої на вилучення ще 73 тисяч барелів ЗВГ на добу. Її ввели у дію у 2016-му, а наступного року запустили установку RFS III потужністю 55 тисяч барелів, яка, на відміну від попередніх, призначалась лише для вилучення фракцій С3+ (тобто починаючи з пропану).
Отримані під час фракціонування продукти можуть зберігатись у підземному сховищі Редватер.
Можливо також відзначити, що з 2012 року на майданчику Редватер діє установка фракціонування газів, отриманих під час апгрейду бітумів з нафтоносних пісків.